# Chris Löwe
Chris Löwe (Plauen, 16 aprile 1989) è un ex calciatore tedesco, di ruolo difensore.

## Carriera

### Club

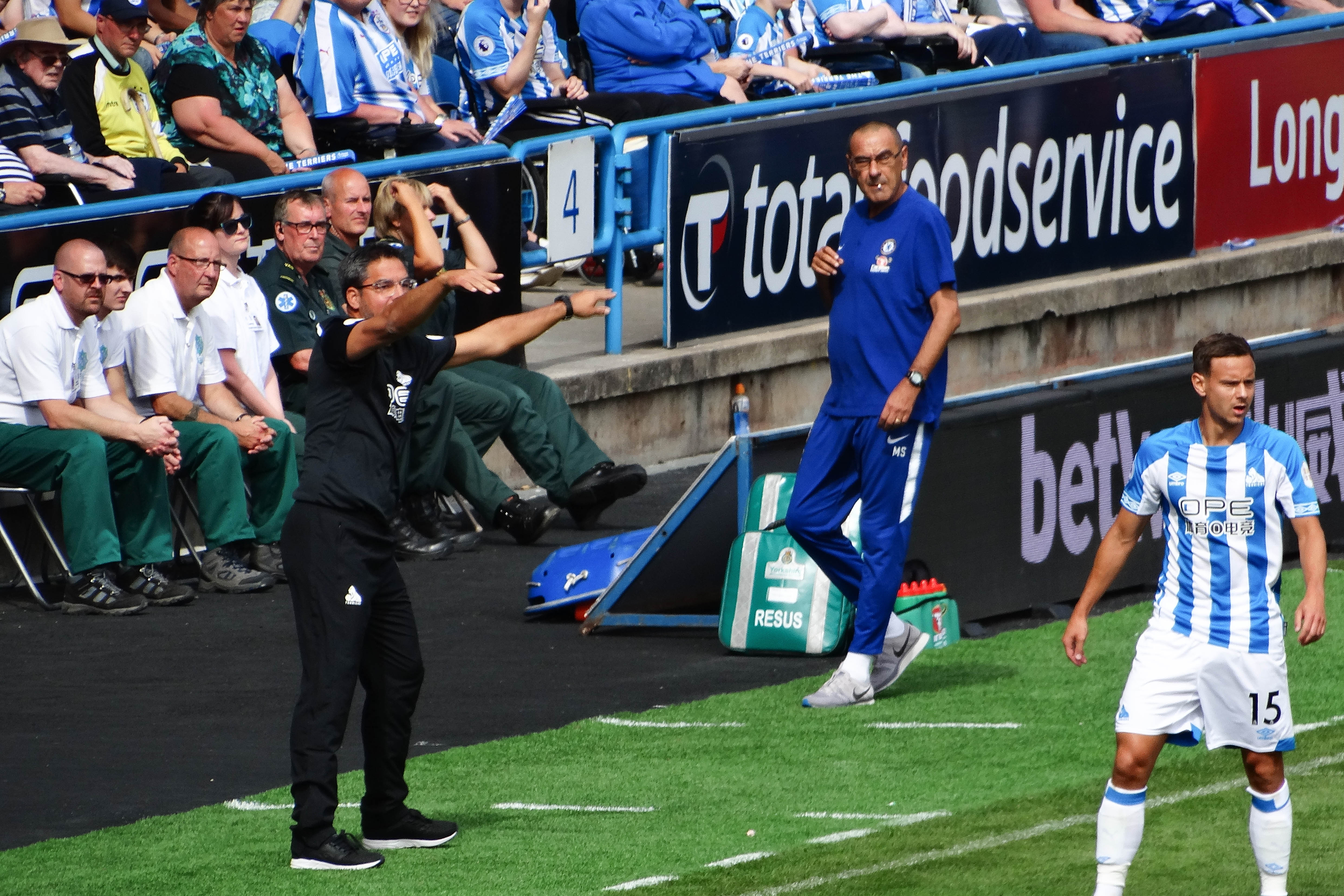
Löwe con la maglia dell'; alla sua sinistra, David Wagner e Maurizio Sarri

Formatosi calcisticamente nel Chemnitz, squadra che lanciò Michael Ballack tra i professionisti, dopo poco meno di dieci anni di permanenza nel club, tra giovanili e prima squadra, dove conta 68 presenze e nove reti, viene acquistato nel 2011 dal Borussia Dortmund per una cifra vicina ai 200.000 euro.
Esordisce con la nuova squadra nell'incontro valido per la Supercoppa di Germania, partita persa ai rigori in favore dei rivali dello Schalke 04.

## Statistiche

### Presenze e reti nei club
Statistiche aggiornate al 13 agosto 2011.
| Stagione        | Squadra           | Campionato      | Campionato | Campionato | Coppe nazionali | Coppe nazionali | Coppe nazionali | Coppe continentali | Coppe continentali | Coppe continentali | Altre coppe | Altre coppe | Altre coppe | Totale | Totale |
| Stagione        | Squadra           | Comp            | Pres       | Reti       | Comp            | Pres            | Reti            | Comp               | Pres               | Reti               | Comp        | Pres        | Reti        | Pres   | Reti   |
| --------------- | ----------------- | --------------- | ---------- | ---------- | --------------- | --------------- | --------------- | ------------------ | ------------------ | ------------------ | ----------- | ----------- | ----------- | ------ | ------ |
| 2008-2009       | Chemnitz          | RL              | 16         | 1          |                 | -               | -               | -                  | -                  | -                  | -           | -           | -           | 16     | 1      |
| 2009-2010       | Chemnitz          | RL              | 34         | 4          |                 | -               | -               |                    | -                  | -                  | -           | -           | -           | 34     | 4      |
| 2010-2011       | Chemnitz          | RL              | 34         | 4          | CG              | 2               | 0               |                    | -                  | -                  | -           | -           | -           | 36     | 4      |
| Totale Chemnitz | Totale Chemnitz   | Totale Chemnitz | 84         | 9          |                 | 2               | 0               |                    | -                  | -                  |             | -           | -           | 86     | 9      |
| 2011-2012       | Borussia Dortmund | BL              | 2          | 0          | CG              | 1               | 0               | UCL                | 0                  | 0                  | SG          | 1           | 0           | 4      | 0      |
| Totale carriera | Totale carriera   | Totale carriera | 86         | 9          |                 | 3               | 0               |                    | 0                  | 0                  |             | 1           | 0           | 90     | 9      |

## Palmarès

### Club

#### Competizioni nazionali
- Fußball-Regionalliga: 1

Chemnitz: 2010-2011 (girone nord)
- Campionato tedesco: 1

Borussia Dortmund: 2011-2012
- Coppa di Germania: 1

Borussia Dortmund: 2011-2012
- 3. Liga: 1

Dinamo Dresda: 2020-2021